# Kamienica przy placu Kaczyńskich 1 w Katowicach
Kamienica przy placu Marii i Lecha Kaczyńskich 1 w Katowicach – zabytkowa, narożna kamienica mieszkalno-handlowa, położona przy d. placu W. Szewczyka (obecnie M. i L. Kaczyńskich) 1 i ulicy 3 Maja 28 w Katowicach, na terenie dzielnicy Śródmieście. Jest ona wybudowana w stylu neobarokowym według projektu opracowanego w pracowni Ignatza Grünfelda. Oddano ją do użytku w 1900 roku.

## Historia

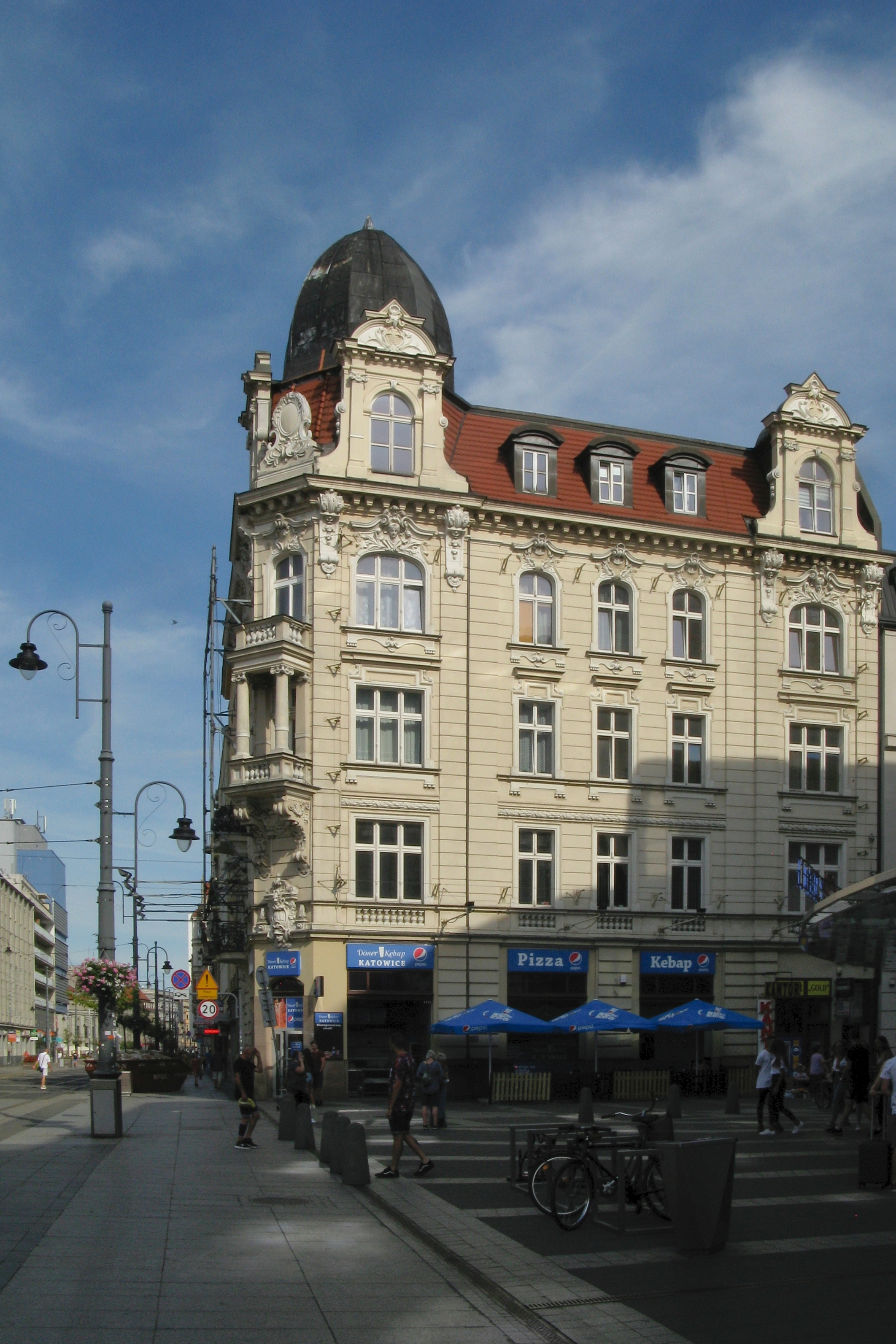
Elewacja zachodnia (2020)

Kamienica była budowana w latach 1891–1900 roku, a projekt budynku powstał w pracowni Ignatza Grünfelda. Została ona wybudowana w miejsce pochodzącego z 1867 roku budynku. Właścicielami kamienicy byli m.in. kolejno: G. Breslauer i K. Gottschalk.
W dniu 11 grudnia 2000 roku wpisano ją do rejestru zabytków. W 2018 roku w kamienicy mieściły się lokale mieszkaniowe oraz placówki handlowo-usługowe, w tym restauracja, zaś na początku 2022 roku w systemie REGON pod tym adresem zarejestrowanych było 11 aktywnych podmiotów gospodarczych.

## Charakterystyka

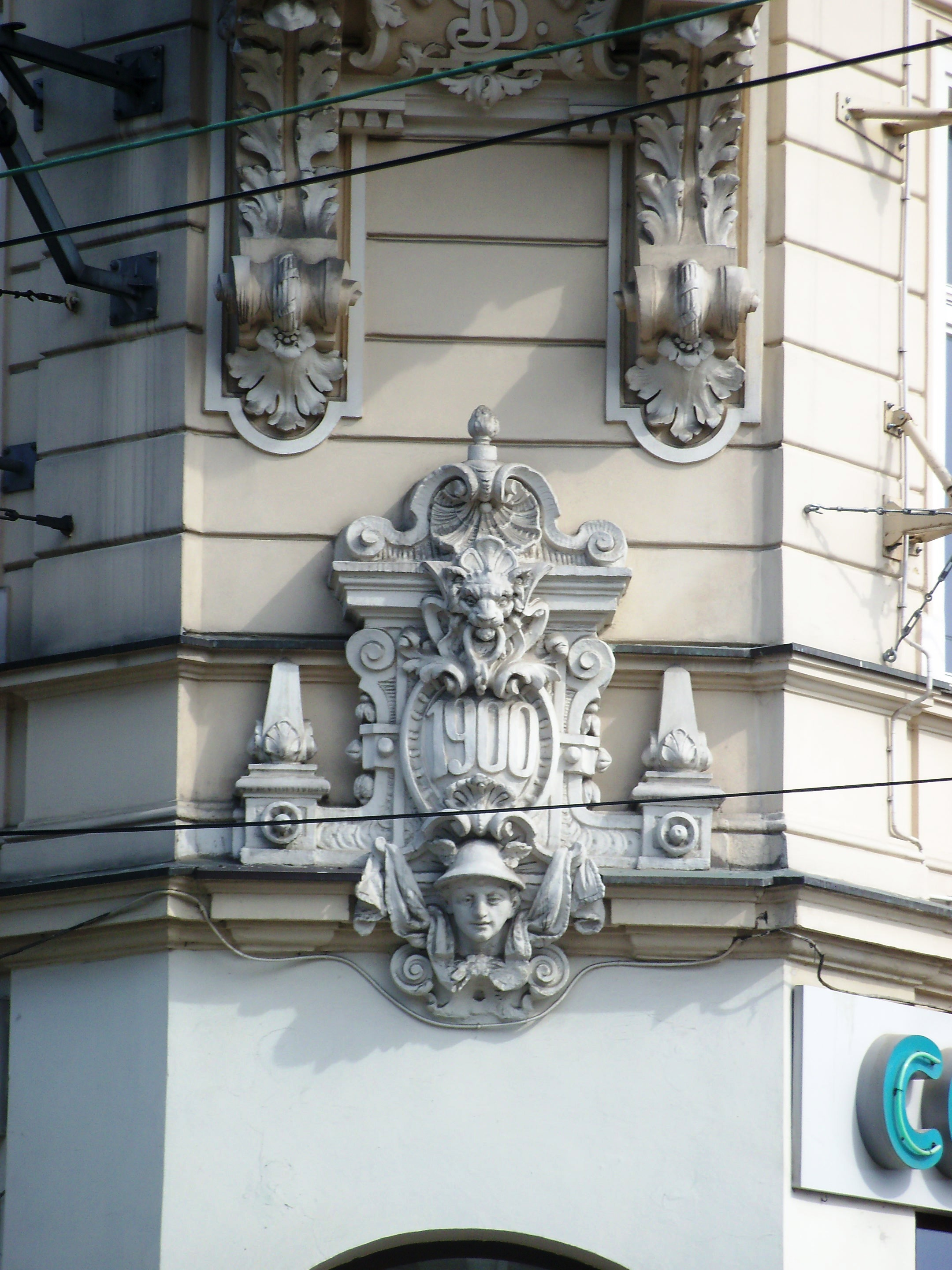
Fragment naroża kamienicy z widocznym kartuszem z inskrypcją „1900” i znajdującą się poniżej płaskorzeźbą przedstawiającą głowę w petasosie ze skrzydłami

Kamienica mieszkalno-handlowa położona jest w narożniku d. placu W. Szewczyka (obecnie M. i L. Kaczyńskich) 1 i ulicy 3 Maja 28 w katowickiej dzielnicy Śródmieście. Dawny adres kamienicy to ulica Stawowa 12.
Budynek wybudowany jest w stylu neobarokowym. Powierzchnia zabudowy kamienicy wynosi 252 m², zaś powierzchnia użytkowa 832 m². Zbudowana jest na planie litery „U”. Bryła budynku jest trójskrzydłowa ze ściętym narożnikiem zakończonym baniastym hełmem, kryta dachem dwuspadowym. Budynek posiada cztery kondygnacje nadziemne, poddasze i podpiwniczenie.
Elewacja budynku jest tynkowana i boniowana, od strony ulicy 3 Maja jest niesymetryczna i powyżej parteru czteroosiowa, natomiast od strony d. pl. W. Szewczyka jest symetryczna i powyżej parteru pięcioosiowa. Osie narożne kamienicy oraz skrajna elewacji od strony d. pl. W. Szewczyka tworzą nieznaczne ryzality, które są flanowane lizenami. 
Na rogu kamienicy znajdują się dwa kartusze – jeden z inskrypcją „1900” i znajdującą się poniżej płaskorzeźbą przedstawiającą głowę, a powyżej z monogramem „GB”. W narożu kamienicy znajduje się także balkon. Dolna płyta balkonowa jest położona na wysokości trzeciej kondygnacji. Pootrzymuje ona górną płytę balkonową za pomocą czterech okrągłych kolumn z głowicami w kształcie esownic. Dolna płytę zaś pootrzymują zdobione wsporniki.
W elewacji od strony ulicy 3 Maja znajdują się balkony zdobione metalowymi balustradami, z czego balon w drugiej kondygnacji pootrzymywany jest przez atlanty – lewy przedstawia postać kobiecą, zaś prawy mężczyznę.
Okna na kondygnacjach od pierwszej do trzeciej są prostokątne, zaś na czwartej zamknięte łukowo. Nad oknami trzeciej kondygnacji płyciny zostały wypełnione dekoracjami roślinnymi tworzącymi naczółki, zaś nad oknami ostatniej kondygnacji naczółki mają barokowe formy z motywami kartuszy. Otwory okienne w poddaszu zwieńczone są również ozdobnymi, zamkniętymi naczółkami.
W niektórych mieszkaniach zachowały się oryginalne fasety i rozety sufitowe oraz XIX-wieczne piece.
Kamienica jest ona wpisana do rejestru zabytków pod numerem A/41/00 – granice ochrony obejmują cały budynek. Budynek wpisany jest także do gminnej ewidencji zabytków miasta Katowice.